# Kanton Magnac-Laval
Kanton Magnac-Laval is een voormalig kanton van het Franse departement Haute-Vienne. Kanton Magnac-Laval maakte deel uit van het arrondissement Bellac en telde 3884 inwoners in 1999. Het werd opgeheven bij decreet van 20 februari 2014, met uitwerking op 22 maart 2015. Alle gemeenten werden opgenomen in het kanton Châteauponsac.

## Gemeenten
Het kanton Magnac-Laval omvatte de volgende gemeenten:
- Dompierre-les-Églises
- Droux
- Magnac-Laval (hoofdplaats)
- Saint-Hilaire-la-Treille
- Saint-Léger-Magnazeix
- Villefavard